# Dagmara Wozniak
Dagmara Wozniak, född 1 juli 1988 i Wrocław, är en amerikansk fäktare.
Wozniak blev olympisk bronsmedaljör i sabel vid sommarspelen 2016 i Rio de Janeiro.